# Coulmier-le-Sec
Coulmier-le-Sec és un municipi francès, situat al departament de la Costa d'Or i a la regió de Borgonya - Franc Comtat. L'any 2007 tenia 273 habitants.

## Demografia

### Població
El 2007 la població de fet de Coulmier-le-Sec era de 273 persones. Hi havia 116 famílies, de les quals 28 eren unipersonals (12 homes vivint sols i 16 dones vivint soles), 40 parelles sense fills, 44 parelles amb fills i 4 famílies monoparentals amb fills.
La població ha evolucionat segons el següent gràfic:
Habitants censats

### Habitatges
El 2007 hi havia 137 habitatges, 116 eren l'habitatge principal de la família, 5 eren segones residències i 16 estaven desocupats. 133 eren cases i 4 eren apartaments. Dels 116 habitatges principals, 81 estaven ocupats pels seus propietaris, 31 estaven llogats i ocupats pels llogaters i 3 estaven cedits a títol gratuït; 1 tenia una cambra, 2 en tenien dues, 12 en tenien tres, 29 en tenien quatre i 71 en tenien cinc o més. 85 habitatges disposaven pel capbaix d'una plaça de pàrquing. A 57 habitatges hi havia un automòbil i a 46 n'hi havia dos o més.

### Piràmide de població
La piràmide de població per edats i sexe el 2009 era:
| Homes | Edats   | Dones |
| ----- | ------- | ----- |
| 0     | 95 o +  | 0     |
| 0     | 90 a 94 | 0     |
| 8     | 85 a 89 | 16    |
| 0     | 80 a 84 | 0     |
| 4     | 75 a 79 | 4     |
| 4     | 70 a 74 | 4     |
| 8     | 65 a 69 | 8     |
| 0     | 60 a 64 | 8     |
| 12    | 55 a 59 | 8     |
| 12    | 50 a 54 | 4     |
| 4     | 45 a 49 | 16    |
| 16    | 40 a 44 | 8     |
| 8     | 35 a 39 | 8     |
| 12    | 30 a 34 | 8     |
| 0     | 25 a 29 | 8     |
| 16    | 20 a 24 | 4     |
| 0     | 15 a 19 | 12    |
| 4     | 10 a 14 | 4     |
| 0     | 5 a 9   | 8     |
| 0     | 0 a 4   | 12    |

## Economia
El 2007 la població en edat de treballar era de 173 persones, 131 eren actives i 42 eren inactives. De les 131 persones actives 125 estaven ocupades (70 homes i 55 dones) i 6 estaven aturades (6 dones i 6 dones). De les 42 persones inactives 18 estaven jubilades, 10 estaven estudiant i 14 estaven classificades com a «altres inactius».

### Ingressos
El 2009 a Coulmier-le-Sec hi havia 116 unitats fiscals que integraven 279 persones, la mediana anual d'ingressos fiscals per persona era de 15.791 €.

### Activitats econòmiques
Dels 11 establiments que hi havia el 2007, 1 era d'una empresa extractiva, 4 d'empreses de construcció, 4 d'empreses de comerç i reparació d'automòbils, 1 d'una empresa d'hostatgeria i restauració i 1 d'una empresa de serveis.
Dels 4 establiments de servei als particulars que hi havia el 2009, 1 era un paleta, 2 fusteries i 1 electricista.
L'únic establiment comercial que hi havia el 2009 era una botiga de menys de 120 m².
L'any 2000 a Coulmier-le-Sec hi havia 11 explotacions agrícoles que ocupaven un total de 1.496 hectàrees.

## Equipaments sanitaris i escolars
El 2009 hi havia una escola elemental integrada dins d'un grup escolar amb les comunes properes formant una escola dispersa.

## Poblacions més properes
El següent diagrama mostra les poblacions més properes.